# 辻政信
辻政信（日语：／ Tsuji Masanobu，1902年10月11日—1968年7月20日宣告死亡），大日本帝国陆军参谋军官，活跃于太平洋战争期间，而他擅自更動軍令的行為，特别对于马来亚半岛、瓜达尔卡纳尔岛、缅甸等地战场有重大影响。由于其在战争中所犯下的罪行和逃脱盟军的戰犯审判，以及其后来在日本政治界的影响，使其成为一个颇受非议的旧日本帝国军人。

## 生平[來源請求]
1902年10月11日生于日本石川县江沼郡山中町（现加賀市山中温泉）東谷奥村。是家中六兄妹中的第三个孩子，家境贫寒。
幼年时向往成为一名能保证温饱生活的乡村教师，小学高等科（相当于初级中学）毕业旅行时在福井县的武生偕行社（当时日本陆军的军官集会场所），因羡慕军官的体面转而立志当军官，并受到五岛正少尉的鼓励报考名古屋陆军地方幼年学校。由于家庭无法承担中学（相当于高等中学）学费只能以小学高等科毕业的程度报考，并与报考年龄上限的中学二年级考生竞争。在录取50人的情况下考得第51名，落榜后前往大阪的一家航运公司当学徒。后由于被录取考生体检不合格，终于1917年9月16岁时替补入名古屋陆军地方幼年学校学习。1920年3月24日，入学时最后一名的辻政信从名古屋地方陆军幼年学校以首席的身份毕业，从皇太子（五年后的裕仁天皇）手里拿到了作为奖励的银怀表。并进入了东京中央陆军幼年学校（后改称：陆军士官学校预科，再后来又改为：陆军预科士官学校）。两年后以首席身份毕业，回到家乡石川，加入金泽步兵第7联队，军衔上等兵。
1922年辻政信以军曹军衔进入陆军士官学校第36期，1924年7月18日仍然是以首席身份毕业，再次拿到了作为奖励的银怀表。毕业后被授予少尉军衔，回到金泽步兵第7联队。1927年10月晋升中尉。
1928年12月，辻政信考入陆军大学校第43期。1929年9月辻政信与大阪一位官吏家的女儿青木千岁结婚。1931年11月，辻政信以第三名从陆军大学校毕业，并得到天皇授予的军刀（毕业生前六名都会得到天皇恩赐军刀，因此被称为“军刀组”），43期首席是最后担任参谋本部少将作战课长的天野正一，次席是后来派驻联合舰队的少将陆军参谋，死在菲律宾的岛村矩康。在陆大期间辻政信学习了汉语和俄语，深刻影响了他的人生和亚洲历史观。辻政信陆大毕业以后回到金泽第7步兵联队任第二中队长。

### 上海 一·二八事变
1932年1月28日，上海一·二八事变（日本方面称上海事变或第一次上海事变、淞沪战争）爆发，日本海军陆战队向驻防上海的中国第十九路軍（军长蔡廷锴）发动了攻击。日军动员了第7联队所在的金泽第9师团（师团长植田谦吉中将）于2月12日到上海支援战事。
辻政信随第7联队奉命赶去支援久攻庙行镇不下的第24混成旅团。在一次小规模战斗中辻政信损失了他的16名士兵并左膝盖受伤，大队长（相当于营长）空闲升少佐昏迷后被俘，并于稍后被中国军队救治后送还日军。由于明治天皇的《军人勅谕》不允许军人被俘，空闲少佐只好于吴淞口自杀。3月1日辻政信所在的步兵第7联队在进攻江湾镇时，联队长林大八大佐中弹身亡，辻政信的长官和所在部队指挥官全部死在了第十九路軍阵前。5月5日淞沪抗战签订停战协定，辻政信由于负伤获得功五级金鵄勋章并返日。

### 统制派与皇道派之争
1932年9月辻政信奉调到参谋本部总务部第一课（动员编制课），课长是东条英机大佐。次年晋升大尉，被调到作战部第三课（要塞课）。1933年8月参谋本部进行“苏联对新疆的渗透情况之调查”项目，辻政信在中国甘肃的兰州、肃州等地活动了一个多月。
1934年8月1日，辻政信大尉调去陆军士官学校任学员中队长（相当于连长），实际上是任陆军士官学校干事的东条英机作为统制派派辻政信去陆士压制皇道派的势力。辻政信在陆士启用间谍学生监视皇道派学生的言论和活动。并派间谍学生打入皇道派学生内部结社研究右翼代表人物北一辉的“国家改造论”，煽动皇道派学生在11月28日临时议会开幕之前谋杀首相冈田启介海军大将，前首相斋藤实海军大将，前首相西园寺公望，树立以陆军大将荒木贞夫，陆军大将真崎甚三郎，陆军大将林铣十郎为中心的军政府的“政变计划”。再于1月20日深夜三点与宪兵司令部塚本诚大尉，参谋本部情报部片仓衷少佐向陆军次官桥本虎之助中将要求镇压这次“政变”。后虽开除所有涉案学生（包括间谍学生）但查明“政变”为辻政信一手策划。辻政信虽将皇道派势力清除出陆士，但自己也得到停职一个月的处分，接着在1935年4月被赶出陆军中央，发配到水户步兵第2联队。是为辻政信第一个事业低谷。
辻政信到步兵第2联队后，在联队长横山勇大佐的安排下负责给青年军官进行战术教育。稍后辻政信為了回中央去九州久留米找第24旅团长东条英机協助，然而他也帮不上忙，东条当时也被发配到满洲去当宪兵司令了。

### 在满洲的活动
1936年2月26日，陆军皇道派下级军官带领1400多名士兵发动兵变，包围了首相官邸，国会议事堂，陆军省，参谋本部和警视厅。杀死了内大臣斋藤实，大藏大臣高桥是清，陆军教育总监渡边锭太郎大将，是为二二六事件。在昭和天皇的坚持下，政变被迅速镇压了下去，同时统制派开始了对皇道派的大扫荡，叫做“肃军”运动。当时任关东军宪兵司令的东条英机，得知二二六事件的消息，立即出动宪兵抓了一千多人，把在满洲的皇道派人物几乎一扫而空。1936年4月辻政信被关东军第三课主任参谋花谷正少佐调往关东军兵站课补缺。辻政信花了一个月才看完满洲事变的有关资料，深深被石原莞尔的思想所折服，发出了这种感叹：“先觉的导师（指石原莞尔）对物体的观察方法，对中国，满洲，东亚的思维方式，使我从权益思想到道义思想来了个180度的大转弯，见识的不同，就有这么可怕的力量”。从此以石原莞尔为偶像，以“大亚细亚主义”为终身信仰。而这个信仰也成为了他日后策划马来亚战役和战后失踪的重要原因之一。
辻政信受指派去制定所谓的满洲建国大学于1937年9月在新京（今长春）南郊成立。同时辻政信参与从事剿匪工作，成功地招降了吕绍才、谢文东被称为“马贼”的抗日武装。
1937年7月7日，卢沟桥事件爆发，日本陆军参谋本部分裂为以作战部长石原莞尔少将为首的不扩大派和作战课长武藤章大佐为首的扩大派。关东军和朝鲜军主张扩大事态，并派辻政信和田中隆吉去天津军（根据“辛丑条约”在华北的驻军，因司令部在天津，一般称“天津军”，后改编北支那方面军）游说。此时的辻政信背弃了他的偶像石原莞尔（也可以看作是对石原“下克上”的模仿）极力主张关东军从山海关机场出动轰炸机对卢沟桥附近进行轰炸。当时天津军的作战主任参谋池田纯久中佐是反对扩大派，说:“你关东军敢出动轰炸机，我就敢出动战斗机把它打下来！”。1937年8月到11月辻政信调到北支那方面军任参谋，由于矛盾不到一个月辻政信就被北支那方面军高级参谋下山琢磨大佐打发到山西的板垣征四郎指挥的第五师团负责联络，到了山西以后接到北支那方面军参谋长岡部直三郎中将的联络，让辻政信留在第五师团。在下山和岡部的争执下，辻政信最终被板垣征四郎送回关东军，任作战课参谋。
此时的关东军司令官植田谦吉大将，曾是原来辻政信呆过的金泽第9师团的师团长，参谋长东条英机中将，也是辻政信待过的参谋本部编制动员课长，东条英机卸任以后接任参谋长的矶谷廉介中将，更是辻政信呆过的步兵第7联队的联队长。参谋副长矢野音三郎少将是辻政信从陆军中央幼年学校毕业时的第7联队长。所有的上级全是老上司。作战课内部也一样。高级参谋寺田雅雄大佐和辻政信一样是从参谋本部编制课出来的，而且也是第7师团出身，只是不同联队；作战主任参谋是刚从参谋本部编制课来的服部卓四郎中佐；还有个岛贯武治少佐是从参谋本部作战课调来的，与辻政信是陆士、陆大的同期。

### 诺门罕事件
1939年4月，时任作战参谋的辻政信少佐以关东军司令植田谦吉大将的名义发布了《满苏国境纷争处理要纲》。要纲里记述了“对于国境线不明的地区，防卫司令官要自主认定国境线并将其明示一线部队......并且无论兵力多少地域情况如何，一定要取得胜利”。此举可以解释为下放权力给驻地军师团长。
1939年5月11日，在满洲国和外蒙古主张共有的哈拉哈河，外蒙古军队和满洲国警备队发生了武装冲突。当时驻扎在海拉尔的日军第23师团根据“要纲”马上增派部队，将冲突扩大。关东军司令部亦决定将冲突扩大，并计划轰炸外蒙古军队的塔姆斯克航空基地。当东京的参谋本部得知关东军的意图后立即发电报，指示关东军停止扩大冲突。此电报当时即被辻政信撕毁，并私自下达了空袭命令，在此份电报的发令栏里上，辻政信代替作战课长，参谋长甚至是关东军司令签了字。按当时的日本陆军刑法，辻的此行为应当被问重罪。日军由于指挥系统的混乱，装备落后苏军一代等原因，损失惨重。冲突最终以朱可夫指挥的苏蒙联军进攻优势，日军于8月31日的冲突撤出争议地区结束。
9月16日苏日签定停火协定，即而于同年12月就国境不明地区的划分问题召开新一轮会议。后来有证据表明辻政信威胁要暗杀苏联代表。日军参战兵力前后相加超过5万8千人，实际参战的只有以23师团为核心的25000余人，其余的部队都是战争末期的8月29日以后才调来的，这些部队实际并未怎么打过仗。关东军第6军的军医部提交给军队高层的报告（并不向公众发表，日本的官方报道说是大胜因此完全不会报道阵亡八千人）表明了日军的阵亡人数为7696人，负伤人数为8647人，下落不明的人数为1021人。1966年10月12日，在日本的靖国神社举行了一场“诺门罕事件战没者慰灵祭”的活动，朝日新闻报道中称战死人数为18000人。日本历史学家五味川纯平在他1975年发表的著作《诺门罕》中有这样的评论：“对热衷于打了败仗就又遮又盖企图掩人耳目的军政当局来说，有必要把数字过小发表，但是对靖国神社来说，却完全有必要把数字过大发表。”然而这篇报道只是一则不超过30字的未署名的简讯,并非靖国神社的独自公布数字,仍然很值得怀疑是否是记者把伤亡一万八千弄成了死亡（靖国神社战后从未进行过排除日本官方数字的独自伤亡调查）。此次事件中第72联队长酒井美喜雄大佐，因作战失利在事后被辻政信逼迫自杀。辻政信始终认为如果再打下去的话，一定能胜利。
挑起事端的辻政信少佐没有受到任何处罚，事后1939年9月被调到武汉的冈村宁次中将指挥第11军任宪兵司令。1940年2月调到南京的支那派遣军总司令部第四课（政务科）任参谋，负责诱降拉拢蔣介石的重慶國民政府、掌控南京汪精衛政權的工作。当时的支那派遣军总参谋长是板垣征四郎中将。

### 马来亚和新加坡
1940年8月晋升中佐，11月辻政信因遭長官所忌，被调动到台湾军研究所去当研究员，受命收集资料整理了一本关于南方作战的手册送到了参谋本部。諾門罕事件主事者之一的服部卓四郎中佐任参谋本部作战课长以后，辻政信也被調到參謀本部作戰課任兵站班長。
1941年9月辻政信被派到驻法属印度支那的第25军任作战主任参谋。山下奉文中将指挥的第25军计划进攻英属殖民地马来亚攻占新加坡。辻政信对新加坡戰役做了大量准备研究工作，提出登陆的地点除了泰国同时在马来亚的哥打巴鲁登陆。
1941年12月8日，日军在马来半岛登陆，太平洋战争爆发，辻政信随着先头部队队冲在最前线。1942年2月15日，日军攻占新加坡后，制造了新加坡大屠杀，辻政信是参与者之一，有证言称辻政信说过“要新加坡华人减半”。后辻政信调任参谋本部作战课作战班长，途中在菲律宾，以大本营参谋指导作战的名义去電本间雅晴中将的第14军，以大本营名义下达杀俘虏命令，並製造巴丹死亡行军。这是战后盟军把他列为战争罪犯通缉主要原因。
山下奉文曾在他的日记中写道：“这个男人太过自以为是，不过有一点点小小的才干，其实是个不足托付国家大事的小人物，使用上要加以注意。”此外他好大喜功的曾要求将重要地点的占领日确定为纪元节，天长节，陆军纪念日等，但这样毫无道理的要求实际只有反作用。

### 瓜达尔卡纳尔岛战役
中途岛海战之后，参谋本部派作战班长辻政信去菲律宾达沃的第17军司令部研究进攻新几内亚岛莫尔兹比港的方案，7月15日辻政信到达后指示第17军“海陆并用，立即进攻莫尔兹比港，这是‘大命’(以天皇名义的命令)”，7月18日第17军司令官百武晴吉中将下达作战命令，先期登陆的堀井富太郎少将指挥的南海支队开始翻越欧文斯坦利山脉进攻莫尔兹比港的作战行动，最后因瓜岛战事优先，无食无衣，弹药缺乏而撤退。直到7月25日作战课长服部卓四郎大佐向17军询问调查结果才知道辻政信擅自改变作战命令，7月24日辻政信搭乘海军驱逐舰到布纳前线途中遇到美国轰炸机，头部受伤，后被送回去了东京。
1942年8月7日美军在瓜达尔卡纳尔岛登陆并占领岛上日军修建的机场，参谋本部先后命令在新不列颠岛拉包尔的第17军派出一木清直大佐的支队以及第35旅团长川口清健少将的支队登岛夺回机场，但作战都失利了。为了夺回机场，派出丸山正男中将的第2师团增援，同时9月20日派辻政信到拉包尔。在一木支队登陆瓜岛前，辻政信曾经对该部队指示说"敌人是比支那兵劣等的对手,只需一次冲击就能将之赶跑"，但是在日军多次受挫后他承认美军的战斗力高于日军。9月24日辻政信前往特鲁克岛请求联合舰队司令长官山本五十六大将派出海军护航支援瓜岛，当时停泊在特鲁克岛外的战列舰“大和”上对辻政信提供的菜单是"黑色盘子里的尾巴高高竖起的盐烧鲷鱼,鲷鱼刺身...然后是冷啤"(刺身和冷啤需要冷柜因此只有大和号在内的少数军舰能提供)，事后辻政信给大和号起了"大和旅馆"的名称。10月初第2师团在瓜岛登陆，辻政信随第17军司令官百武晴吉中将到了瓜岛。他与川口清健少将就川口支队的作战方案发生对立。他所认定的攻击地点川口已经失败过一次因而川口认为不可能成功。而且为了硬性将攻击时间与海军协调，要求川口支队翻越丛林使得他们根本没有重武器用。于是川口清健被解职。后来他出版了《瓜达尔卡纳尔》一书，将责任全推给川口，称其为“K少将”。川口后来成了国会议员专门为此开了反击的演说会，但是会场由于辻的追随者的捣乱而失败。攻击再次失利后，虽然又增援佐野忠义中将的第38师团，但是此时美军已经掌握了白天的制空权，日军只有靠高速驱逐舰在夜晚突破美军封锁勉强补给。11月8日，辻政信乘驱逐舰离开瓜岛。最终瓜达卡纳尔岛战役以日军于1943年2月撤退而告终。辻政信因瓜岛作战失利被调动去陆军大学校当教官。

### 缅甸
1943年8月晋升陆军大佐，8月14日调到支那派遣军总司令部第三课（兵站和政要课）课长。11月24日，以支那派遣军司令官畑俊六大将的名义，在浙江奉化溪口镇举行了一次公祭蒋母的仪式，获得了蒋介石的好感。
1944年7月辻政信调到驻缅甸戰線的本多政才中将的第33军任作戰参谋。在緬甸曾参与拉孟与腾越作战。辻政信以個人名義對水上源藏少將發出死守密支那命令，水上指揮步兵第114联队在密支那與中美聯軍展開死戰直到1944年8月3日被攻陷為止。水上獨自將死守命令壓下，下令殘存的守軍突圍撤退，水上本人則在部下全部撤退後舉槍自盡。水上的副官回到軍團司令部準備報告戰況時，辻政信一邊大罵「不是叫你們死守嗎？為什麼你們還有臉回來！」一邊痛毆他，最後是在旁的其他師團長看不下去而制止。
之後，日本的緬甸方面軍在被絕對優勢的英軍、美軍與中國军队猛攻下，日軍不斷敗退，辻政信也遭到反叛的緬甸國民軍槍擊負傷而被後送。
1945年6月，被任命为驻泰国曼谷的第39军作战主任参谋。7月15日，被任命为新组建的第18方面军高级参谋，参谋长是他在关东军的上司花谷正中将。

### 战后经历
日本二戰投降后，辻政信为了躲避英军的搜捕，與蔣介石合作，由军统机关安排，辗转经河内、重庆于1946年7月1日到南京，被安排在國民政府國防部第二厅“第三研究室”办公。由于国共内战局势开始对国民党不利，感受到危机的辻政信于1948年5月26日经由上海回到日本，此后四处躲藏。直到1950年1月1日占领军总部宣布战犯搜索结束以后，辻政信才敢公开露面。
1952年他成为眾議員，1959年成为参议员，曾经会见过周恩来和尼赫鲁。1961年他向参议院申请了40天休假，据称是去北越并于4月4日出发，但是过了5个月还是没有消息。据调查他在4月21日于老挝和原日军军官的会谈就是最后一次出现，之后就化装成僧侣向石缸平原出发了。关于他结局的推测五花八门：包括有在越南参加反共军，被老挝游击队巴特寮处决，被美國中央情報局（CIA）暗杀，或在古巴当卡斯特罗顾问等。1970年《朝日新闻》报道了一个叫杨光宇的中国人，曾被巴特寮找去当顾问，见到了辻政信，后者许诺给他报酬要求帮他脱身。之后杨四处奔走后，被命令去北京学习，1962年3月才回来找人，尽管上面说是逃跑了，他认为此时辻政信已经被当成间谍秘密处决了。他本人的死亡宣布日期，則是失蹤多年後於1968年7月20日，地點則為東南亞某處失蹤。

## 人物
被派任新職時，辻政信必定先到主計科處調查上級長官的汽車使用傳票與料亭付帳傳票，萬一日後出現矛盾，可以利用長官的弱點，結果是許多高級軍官面對辻政信的擅自行動與橫暴要求時只能退讓承認。但相對地，辻政信嚴謹奉行平等主義的行事風格也讓他受到不少共事者的尊敬（在下級軍官與士兵間尤其如此）。與當時階級觀念強烈的一般傳統日軍高級參謀不同，辻不但不排斥前往第一線視察，且喜歡廣泛地與前線官兵交談。在諾門罕事件中甚至曾親自背著被其他人拋棄的負傷士兵撤退。
根據2005-06年解密的美國國家檔案和記錄管理局資料（1954年），美國中央情報局在戰後曾經接近過辻政信，有意讓他負責指揮駐日盟軍總司令部（GHQ）對華情報工作。然而不久後中情局分析發現辻政信的目的是利用美國的力量讓日本再武裝，因而將辻政信認定為「就算掀起第三次世界大戰都不奇怪」的危險人物。
辻政信在前線的所作所為中含有許多令人非議的內容。作家半藤一利將牟田口廉也與辻政信做比較時，認為雖然牟田口的戰術能力與人格都受到一貫否定的評價，在戰後也不斷自我辯護，然而至少會將自己的責任掛在嘴邊。相較來說，辻政信根本就完全不覺得自己有任何的責任。半藤採訪身為議員的辻政信時，也感到在面前出現的是「絕對之惡的存在」。